# 이승만 살인 사건
이승만 살인 사건은 1932년 8월 9일 일제 강점기 조선 경성부의 한 술집에서 발생한 살인사건이다.피해자 이승만은 대통령 이승만과는 아무 관계가 없다.

## 상황
1932년 8월 9일 경성부 한강리 (현 서울특별시 용산구 한남동)에 거주하는 이승만(李承萬, 44)은 장충단공원에서 친구들과 만나 술집으로 향했다. 술을 마시던 중 친구였던 이수복(35)과 말싸움이 벌어졌고, 몸싸움으로 이어져 이수복은 이승만의 가슴을 마구 때려 기절시켰다. 이승만은 자택에서 치료를 받다 8월 19일 사망하였고, 이수복은 자취를 감추면서 미제사건으로 남게 되었다.